# Visayas
Visayas (/vɪˈsaɪəz/), hay quần đảo Visayas, là một trong ba phân vùng địa lý chính của Philippines, cùng với Luzon và Mindanao. Visayas nằm tại miền trung của quần đảo, gồm một số đảo chủ yếu nằm quanh biển Visayas, song Visayas còn được cho là cực đông bắc của biển Sulu. Cư dân địa phương chủ yếu là các dân tộc Visayas.
Các đảo lớn của Visayas là Panay, Negros, Cebu, Bohol, Leyte và Samar. Miền này cũng có thể bao gồm các tỉnh Masbate, Romblon và Palawan do liên hệ về dân tộc và ngôn ngữ. Visayas có ba vùng hành chính: Tây Visayas (7,1 triệu dân), Trung Visayas (6,8 triệu dân) và Đông Visayas (4,1 triệu dân) theo số liệu năm 2015.

## Từ nguyên
Thuật ngữ Visayas bắt nguồn từ tên gọi của đế quốc hàng hải Srivijaya (tiếng Phạn: श्रीविजय) tại Sumatra vào thế kỷ 7. Trong tiếng Phạn, sri (श्री) nghĩa là "thuận lợi," hoặc "may mắn" và vijaya (विजय) nghĩa là "chiến thắng" hoặc "xuất sắc". Quần đảo Visayas và Sulu từng là vùng đất Ấn Độ giáo-Phật giáo và có các quốc gia lệ thuộc hoặc triều cống các đế quốc bên ngoài.

## Lịch sử
Những người Nam Đảo và Negrritos đã di cư đến các hòn đảo này trong khoảng từ 6.000 đến 30.000 năm trước kia. Vào thế kỷ 12, những người định cư từ các đế chế sụp đổ Srivijaya, Majapahit và Brunei đến định cư ở đảo Panay và các đảo xung quanh. Đến thế kỷ 12, các thương nhân Ả Rập và nhưng người tuỳ tùng thám hiểm quần đảo Mã Lai, họ đã cải đạo cho một số bộ tộc sang Hồi giáo và nhưng bộ tộc này sau đó thi hành cả Hồi giáo và thuyết vật linh. Người Visayas đã có các mối quan hệ ngoại giao chặt chẽ với các vương quốc mà ngày nay thuộc Malaysia và Indonesia
Trong Cách mạng Philippines và cuộc chiến Mỹ-Philippines từ 1896-1913, đảo Negros và các đảo lân cận khác đã bắt đầu chiến đấu. Sau khi giành được độc lập từ năm 1946, vùng Visayas được thành lập và tái lập chính quyền và một số Tống thống của Philippines cũng đã xuất thân từ đây.
Năm 2005, đảo Palawan đã được chuyển sang Vùng VI (Tây Visayas) bởi Quyết định số 429  Tuy nhiên việc này đã bị hoãn lại. Do đó hiện nay Palawan vẫn thuộc Vùng IV-B (MIMAROPA).

## Đơn vị Hành chính

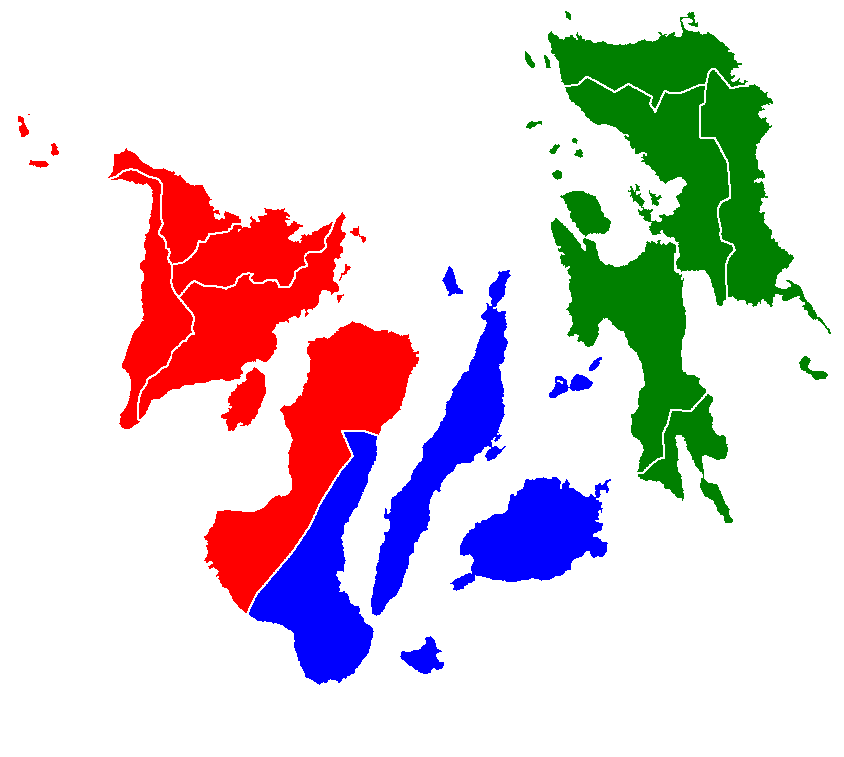
Bản đồ các khu vực cấu thành nên Visayas với các màu.

Các đảo chính từ tây sang đông (không tính Palawan) là: Panay, Negros, Cebu, Bohol, Leyte và đảo Samar.
Về hành chính, Visayas được chia thành 3 vùng, cụ thể là Tây Visayas, Trung Visayas và Đông Visayas. Visayas gồm 16 tỉnh và có 44 đại biểu trong Quốc hội Philippines.

### Tây Visayas (Vùng VI)
Tây Visayas gồm có đảo Panay và phía tây đảo Negros. Trung tâm của vùng là Thành phố Iloilo. Các tỉnh là:
- Aklan
- Antique
- Capiz
- Guimaras
- Iloilo
- Negros Occidental (Negros Tây)

### Trung Visayas (Vùng VII)
Trung Visayas gồm có đảo Cebu và Bohol và nửa phía đông đảo Negros. Tỉnh lỵ là Thành phố Cebu. Có các tỉnh:
- Bohol
- Cebu
- Negros Oriental (Negros Đông)
- Siquijor

### Đông Visayas (Vùng VIII)
Đông Visayas gồm có các đảo Leyte và Samar. Trung tâm là Thành phố Tacloban. Có các tỉnh:
- Biliran
- Leyte
- Nam Leyte
- Đông Samar
- Bắc Samar
- Samar

## Ngôn ngữ
Các ngôn ngữ chính tại Visayas là Hiligaynon (Tiếng Ilonggo) tại phần lớn Tây Visayas, Cebuano tại Trung Visayas, và Waray tại Đông Visayas, cư dân tại đây cũng thông hiểu tiếng Filipino và tiếng Anh. Trong đó có nhiều ngôn ngữ khác nhau thi thoảng được được xác định là các phương ngữ của một ngôn ngữ chung. Tiếng Tagalog được nhiều người thông hiểu nhưng ít khi được người dân sử dụng. Cũng như những khu vực khác của đất nước, tiếng Anh là ngôn ngữ sử dụng trong các trường đại học, trong hành chính, kinh doanh trong nước cũng như quốc tế và du lịch.

## Giả thuyết
Một lý thuyết hiện đại dựa trên một nghiên cứu về cấu trúc di truyền của mọi người là người Nam Đảo (Austronesian) từ Đài Loan đã định cư tại Luzon và di chuyển về phía nam tới Visayas, Kalimantan, Indonesia, sau đó đến các đảo ở Thái Bình Dương và phía đông Ấn Độ Dương.. Việc nghiên cứu mặc dù vậy không thể giải thích được sự di cư giữa các hòn đảo, mà cũng có thể, chẳng hạn như người Tagalog di cư đến Luzon.
Theo quan niệm dân gian của người Visayas, người Visayas là những người Mã Lai từ các đế chế sụp đổ Srivijaya và Majapahit di cư từ Kalimantan tới đảo Mindanao và Visayas, trong khi nhưng người Mã Lai khác đến Palawan qua ngả Sabah. Những người Mã Lai khác có thể đã vượt qua đảo Samar đến vùng Bicol ở Luzon. Quan điểm này cho rằng các nhóm bộ lạc cổ xưa đã đi qua Palawan có thể đã di cư đến đảo Luzon ngày nay.
Một lý thuyết bổ sung là ở thời kỳ đó, người dân Mã Lai đã di chuyển về phía bắc từ Mindanao tới Visayas và Luzon. các nhóm người Âu và người Hoa khác nhau cũng đã lai tạp với dân bản địa trong thời gian đó.